# Senecio saxicolus
Senecio saxicolus là một loài thực vật có hoa trong họ Cúc. Loài này được Wedd. miêu tả khoa học đầu tiên.